# Baudiella
Baudiella es un género de foraminífero bentónico considerado un sinónimo posterior de Parareichelina de la subfamilia Ozawainellinae, de la familia Ozawainellidae, de la superfamilia Fusulinoidea, del suborden Fusulinina y del orden Fusulinida. Su especie tipo era Baudiella stampflii. Su rango cronoestratigráfico abarcaba el Changhsingiense (Pérmico superior).

## Discusión
Clasificaciones más recientes incluirían Baudiella en la superfamilia Ozawainelloidea, y en la subclase Fusulinana de la clase Fusulinata.

## Clasificación
Baudiella incluía a la siguiente especie:
- Baudiella stampflii †